# Saint-Étienne-du-Bois, Vendée

Saint-Étienne-du-Bois este o comună în departamentul Vendée, Franța. În 2009 avea o populație de 1,901 de locuitori.